# Twistlock

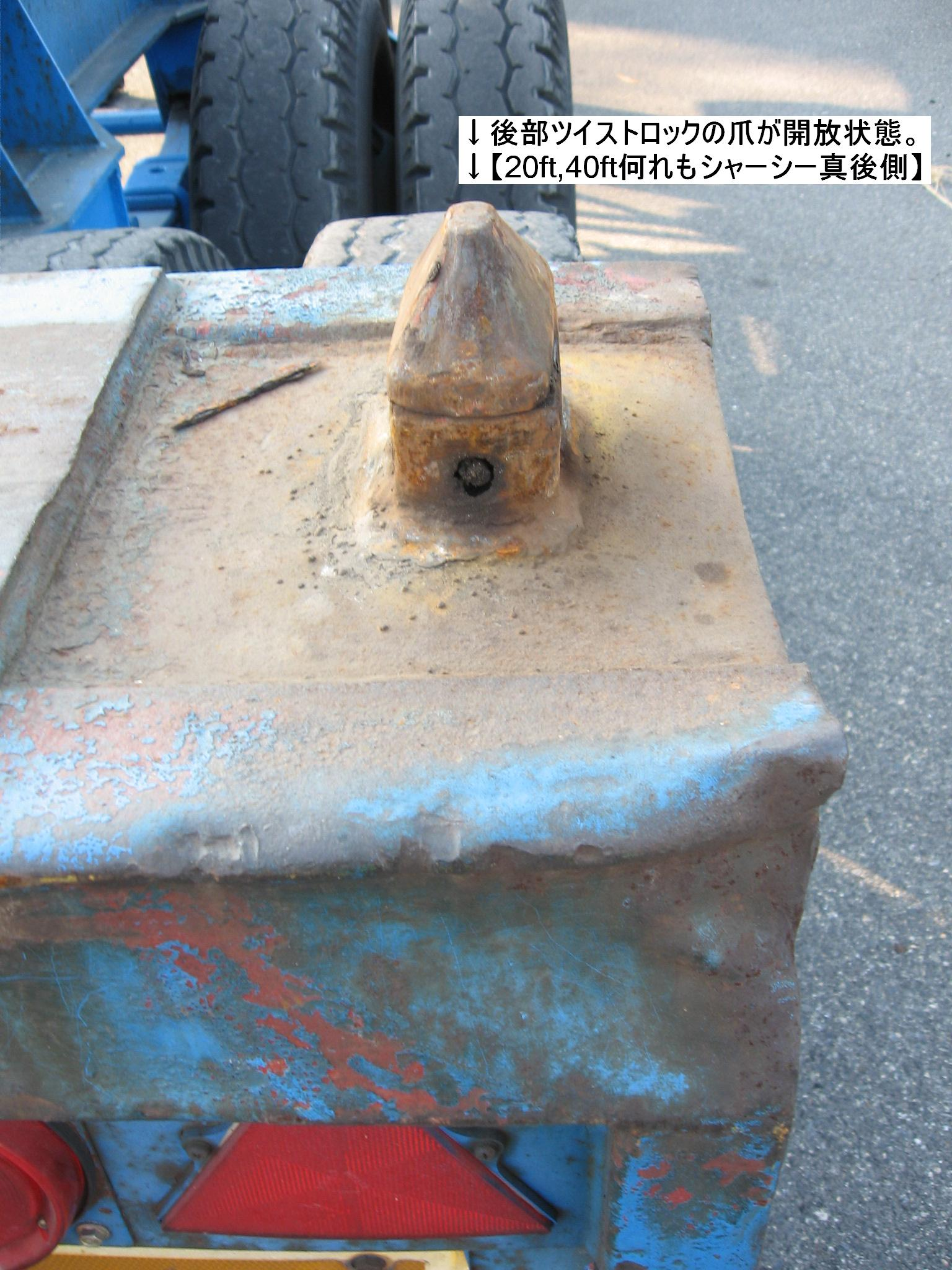
Twistlock en posición abierta.

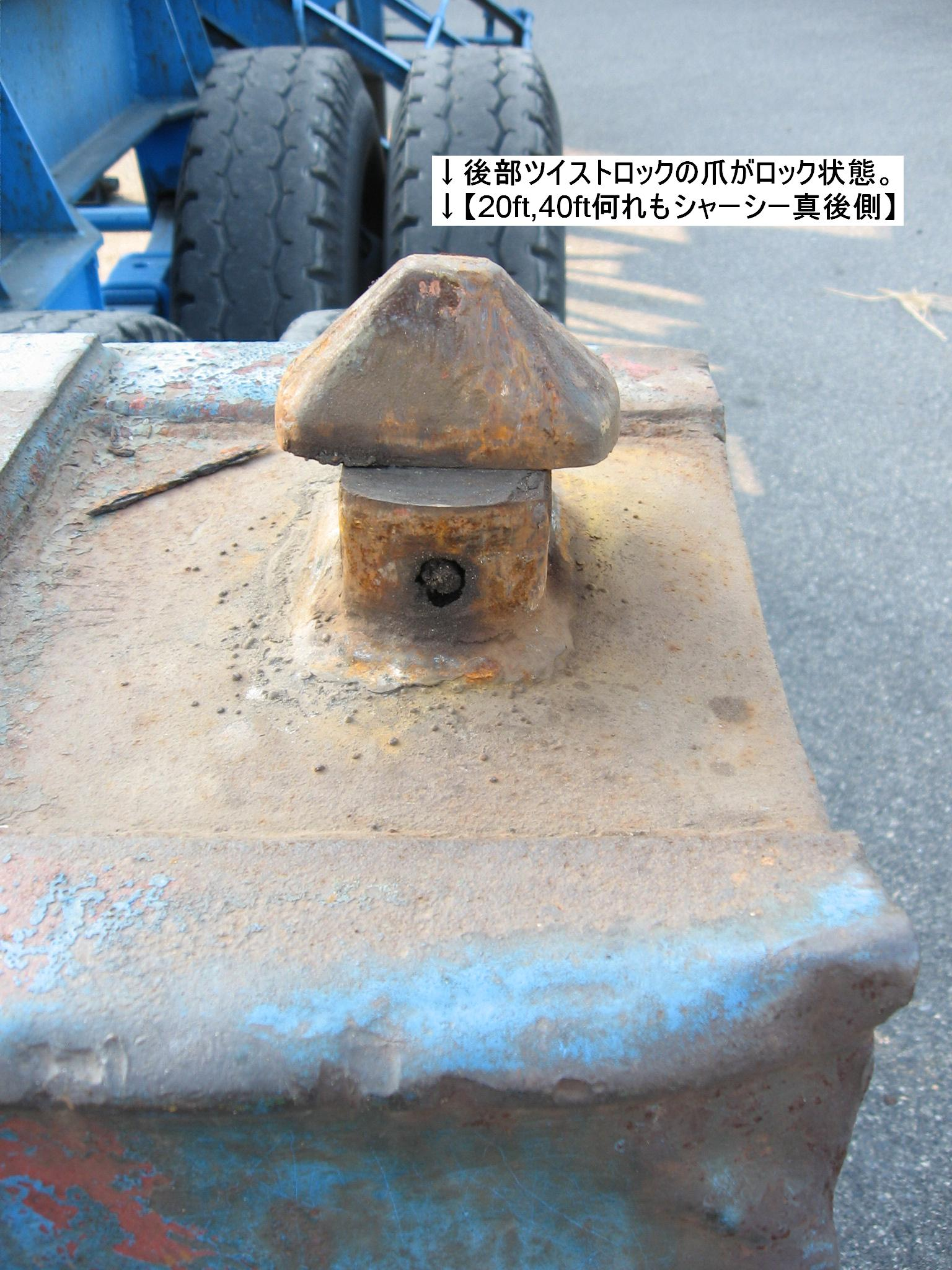
Twistlock en posición cerrada.

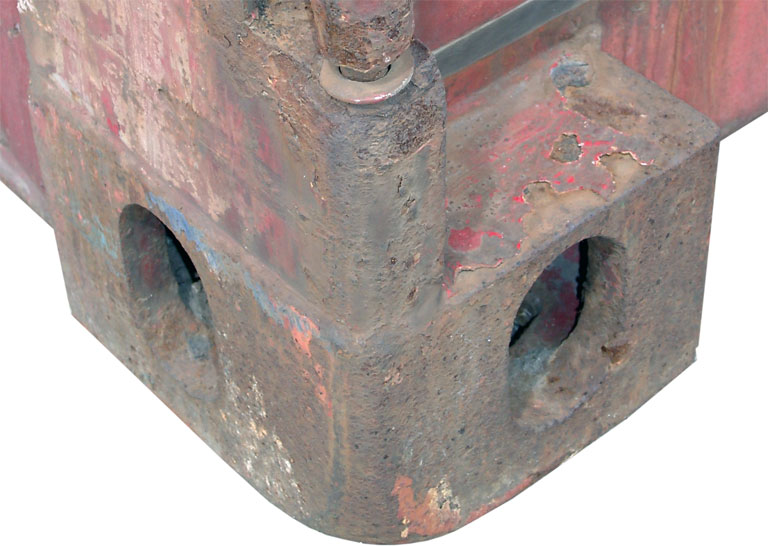
«Cantonera» empotrada en la esquina de un contenedor marítimo. El cierre se posibilita a través de una apertura circular de mayor tamaño en la parte inferior.

Twistlock es un término genérico que en inglés significa «cierre de giro» utilizado en numerosos elementos en los que se necesita bloquear/liberar un movimiento lo cual se logra realizando un giro a alguna parte del artefacto como los utilizados para asegurar mosquetones, clavijas de arranque de automóviles o cierres de puertas. Actualmente es ampliamente usado el término en transporte de cargas por contenedores en cuyo universo también se le conoce como esquina de contenedor.

## Funcionamiento
Conforman un dispositivo giratorio estandarizado para fijar contenedores durante su transporte. Su principal aplicación es asegurar un contenedor o una caja móvil en su sitio en un buque portacontenedores, camión portacontenedores o tren portacontendores; así como facilitar su manejo a la hora de elevarlos con grúas pórtico y sidelifters.

## Composición
El mecanismo consta de dos partes:
1. La esquina del contenedor es una especie de «cantonera», de dimensiones 180×180×110 mm, empotrada en cada uno de los ocho vértices de un contenedor y sin ningún componente móvil; en las caras de la base y techo posee orificios de forma aproximadamente oval (rectángulo con extremos redondeados), de 124,5 mm de eje mayor y de 63,5 mm el eje menor. En las caras laterales posee orificios circulares de 63,5 mm para eslingas.
2. El twistlock, propiamente dicho, que puede ser fijo: si está empotrado en las grúas y en las bases de los vehículos de transporte (bodega de los buques, camiones o ferrocarriles, entre otros) o móvil: no están fijos al vehículo, sirven para unir unos contenedores a otros y hay que colocar uno por esquina, repartiendo de forma correcta el peso para evitar posibles deformaciones; para la unión de dos contenedores siempre se colocará un twistlock por cantonera esquina de contenedor.

El twistlock se inserta en la apertura (104,1 mm de longitud y 56 mm de ancho) y, entonces, la parte inferior (normalmente de forma troncopiramidal para facilitar la inserción) se gira 90° para bloquearlo y que no pueda retirarse, hasta que se vuelva a girar. Este cierre por rotación se puede accionar manualmente o a distancia. El mecanismo es el mismo que en el caso del conector de seguridad Kensington, pero en una escala mucho mayor.
El tamaño y posición máximos de las aperturas en el conector se define en el estándar internacional ISO 1161:1984.

## Galería de imágenes

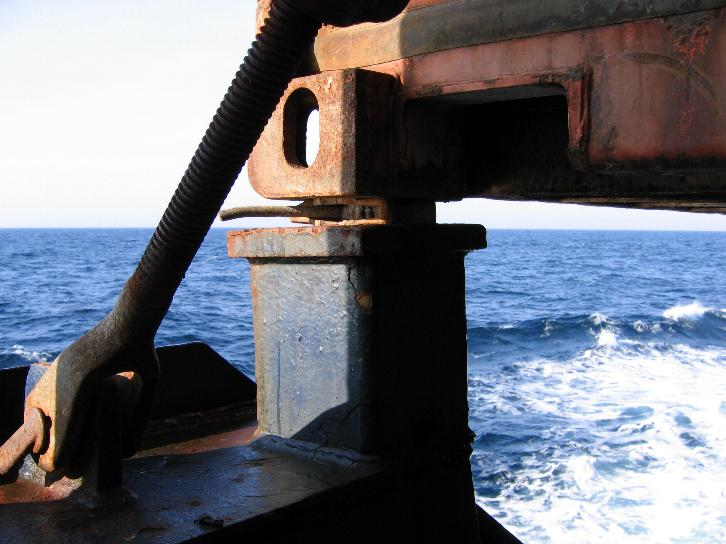
Twistlock fijo en un buque portacontenedores.
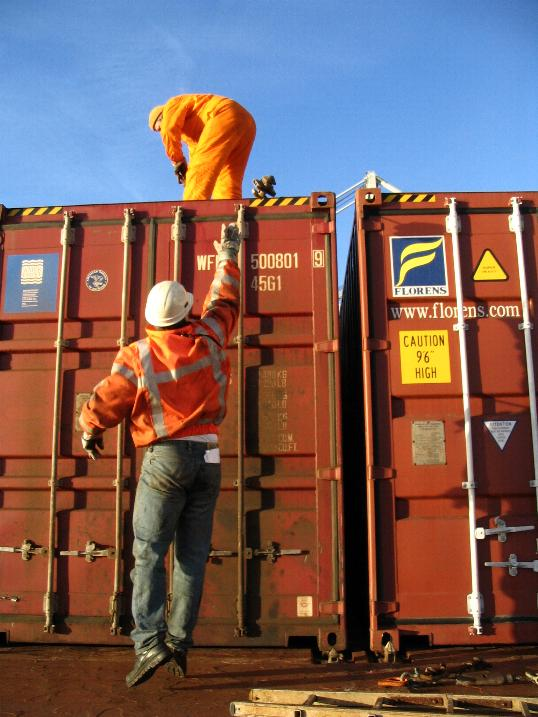
Estibador lanzando un twistlock móvil para apilar otro nivel de contenedores.
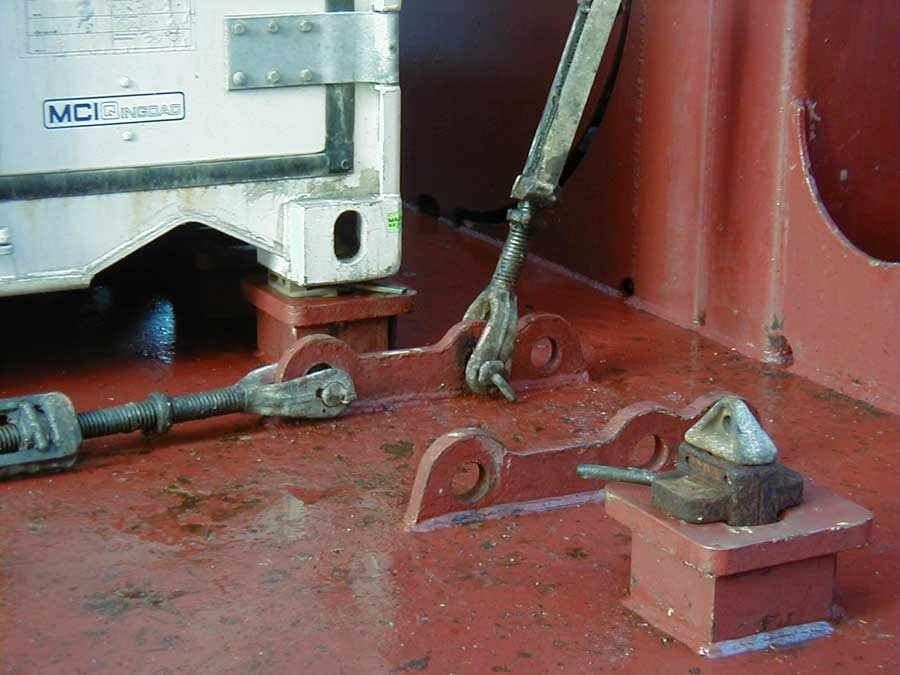
Twistlocks en la cubierta de un buque portacontenedores. En primer plano, abierto y en segundo plano, cerrado.
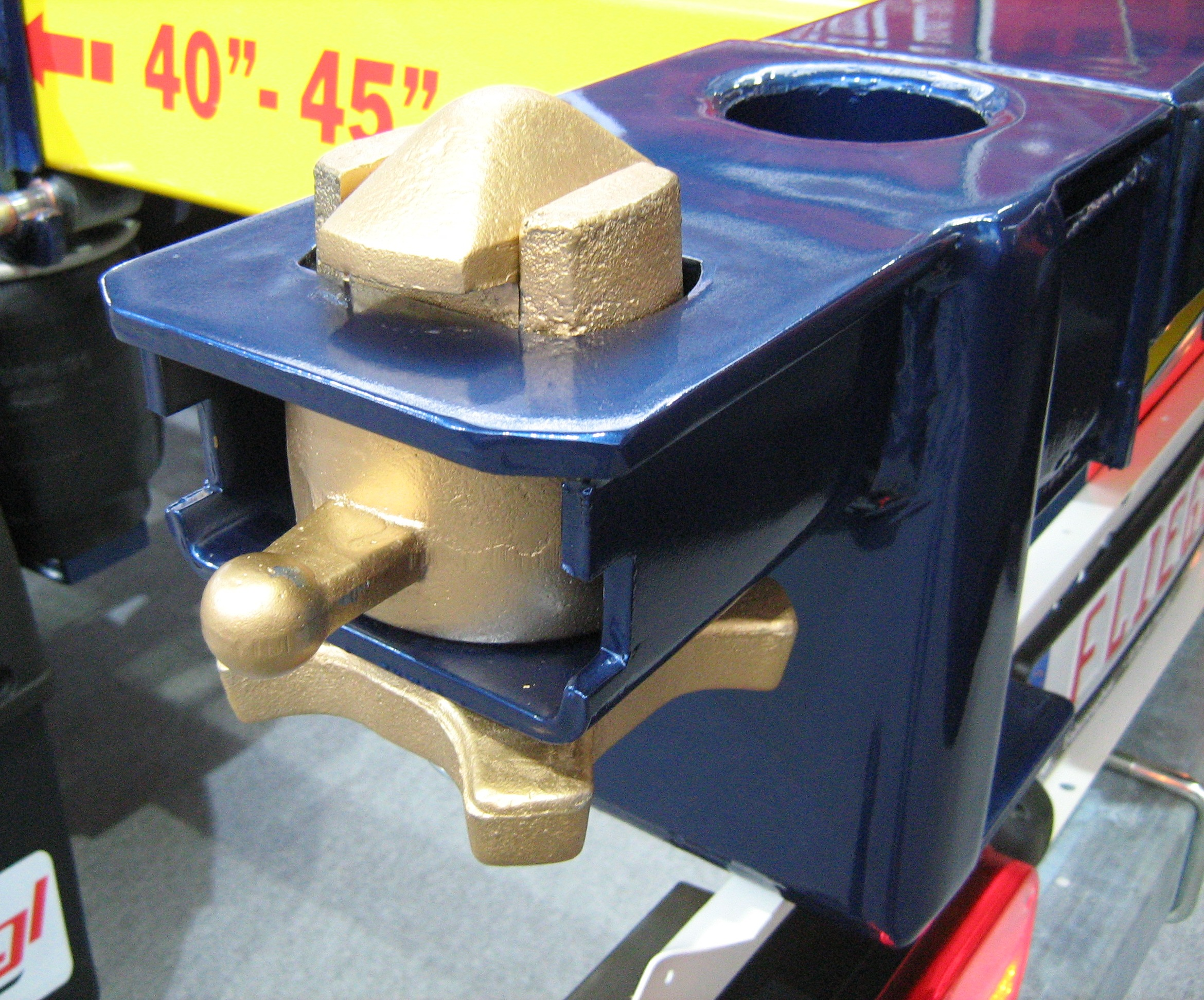
Twistlock en posición cerrada.